# Мутный
Мутный — потухший вулкан на западном склоне Срединного хребта, в верховье реки Мутной (приток реки Воямполки) на полуострове Камчатка, Россия.
По морфологии это типичный щитовой вулкан с уплощенной привершинной частью. В географическом плане вулканическое сооружение по форме близка к окружности диаметром 8 км, площадь — 41 км², объем изверженного материала 9 км³. Абсолютная высота — 1345 м (1315 м на современных картах), относительная: западных склонов — 1000 м, восточных — 400 м.
Деятельность вулкана относится к верхнечетвертичному периоду. Вулкан входит в группу северного вулканического района, срединного вулканического пояса.